# 剛力彩芽 (アルバム)
『剛力彩芽』（ごうりきあやめ）は、2015年4月8日にリリースされた、剛力彩芽の1枚目のオリジナルアルバム。アルバム名をセルフタイトルとしたのは、今までの活動の集大成という意味に加えて、「“剛”は英語の“GO”、“力”強さもあり、色んな“彩”りがあって、新しく成長していく“芽”を感じてほしいという想い」が込められているという。
発売形態は以下の3種。
- 初回生産限定盤 A Type (CD+DVD)
- 初回生産限定盤 B Type (CDのみ)
- 通常盤 (CDのみ)

## 収録曲
CD
1. 友達より大事な人
2. くやしいけど大事な人
3. ワガママは大事な人
4. ナナイロ7days
5. Tic-Tac
6. ひとつだけ
7. GO! GIRLS!! GO!
8. キミイロ
9. アサガオ
10. Rainbow
11. あなたの100の嫌いなところ

DVD
1. “友達より大事な人”Music Video
2. “あなたの100の嫌いなところ”Music Video
3. “くやしいけど大事な人”Music Video
4. “ワガママは大事な人”Music Video
5. “剛力彩芽”Off Shot Movie

### ワガママは大事な人
3曲目に収録された「ワガママは大事な人」は、「友達より大事な人」「くやしいけど大事な人」に続く“大事な人”3部作の最後にあたる。剛力が初めて作詞に参加した曲であり、家族に対する感謝の気持ちを歌っている。
ミュージックビデオは、歌詞の内容を踏まえて剛力の意見も取り入れながら、前作までのミュージカル風とは一味違った、ストーリー仕立ての演出がなされた。ワガママを受け止めてくれる家族、特に母に対する感謝を表現するため、母親の大きな愛情をシンボル化した手旗（フラッグ）が重要な小道具となって物語は進行する。
ビデオに出てくるピンクの着ぐるみは剛力自身が中の人になっている。この着ぐるみでうまくいかない日常のやるせなさを表現しているのだが、撮影では剛力は初めての着ぐるみにノリノリだったという。またライバルの着ぐるみとして、三重県津市のゆるキャラ「ゴーちゃん」が、剛力との名前つながりでゲスト出演している。

## アートワーク
これまでのシングルのアートワークは一つの色をテーマにしていたが、このアルバムでは色々なテイストの楽曲が入っていることを踏まえて、カラフルな爽やかさを出したデザインになっている。
力強いタッチで書かれた題字は剛力自身が何度も試行錯誤しながら書き上げた。
- 初回生産限定盤 A Type は、剛力彩芽グッズのエンブレムをイメージしたものになっている[8]。
- 初回生産限定盤 B Type は、漫画家のゆでたまごが手掛け、初期の『キン肉マン』に登場した怪獣「ゴーリキ」風の剛力の似顔絵が描かれている[11][12]。